# فييستا باترونال

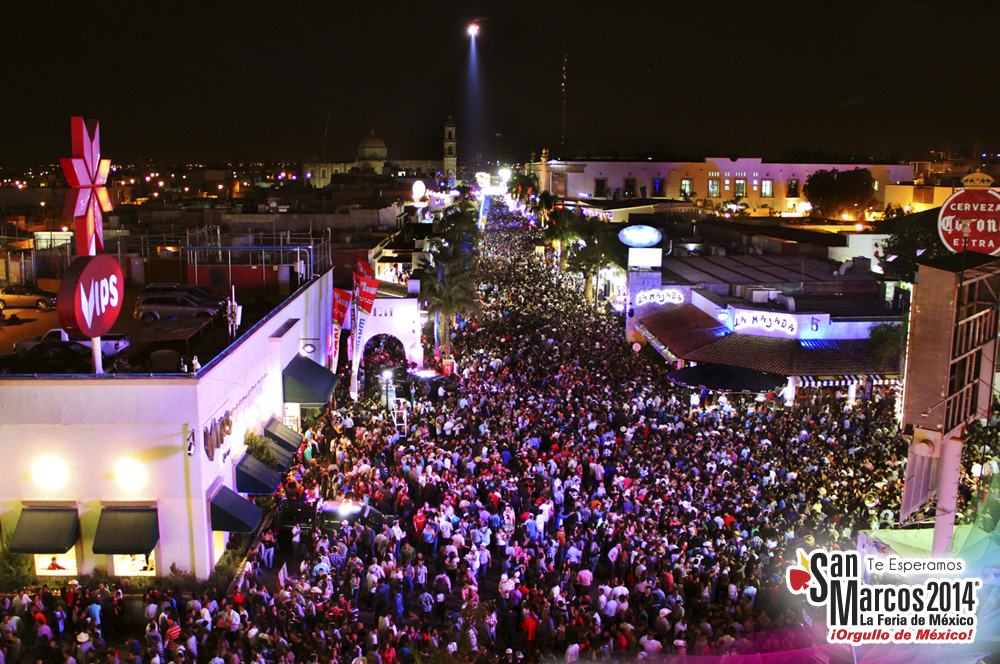
إحتفالات عيد القديس مرقص في مدينة أغواسكالينتيس، المكسيك.

فييستا باترونال (بالإسبانيَّة: Fiesta patronal) والتي تعني احتفال القديس الشفيع، هي احتفالات سنويَّة تقام في البلدان المتأثرة بالثقافة الإسبانية. وعادةً ما يتم تخصيص المهرجان على شرق القديس الراعي أو مريم العذراء، وعادةً يتم تزين المدينة وشوارعها مع زخارف ملونة. وفي بعض المدن الكبيرة، قد يكون هناك عدة حفلات، ومهرجان واحد لكل حي، عادةً حول القديس الراعي أو الرعية المحلية. واعتماداً على ميزانية المدينة، قد تستمر الحفلات من يوم واحد وهو يوم تكريم القديس إلى يومين. في معظم دول أمريكا اللاتينية يتم تخصيص اليوم الأول للقديس أو مريم العذراء والتي يتم الاحتفال على شرفهم. في بورتوريكو، تبدأ الاحتفالات الموسيقية والترفيهية في اليوم. تتميز معظم الاحتفالات العروض الموسيقة والعروض الترفيهية الحية من قبل المطربين العالميين والمحليين، والتنزة في المتنزهات من بين أشياء أخرى خلال الاحتفال. إن مهرجانات القديس راعي ليست إجازات وطنية، ولكنها تعكس فقط احتفال مدينة أو بلدة واحدة.